# Mar Awgin
Mār Awgin (en syriaque occidental Mor Awgin), c'est-à-dire « saint Eugène », est un religieux chrétien oriental du IVe siècle (mort selon la tradition en 363), fondateur du cénobitisme en Syrie.
Il n'est mentionné pour la première fois dans des textes conservés qu'au IXe siècle, et est notamment l'objet en ce siècle de la première des 140 brèves notices biographiques du Livre de la chasteté d'Ichodenah de Bassora. Il existe ensuite une Vie syriaque (postérieure au Xe siècle), et la tradition est reprise par Mari ibn Sulayman, Bar-Hebraeus et Amr ibn Matta. Le monastère Mar Awgin du mont Izla apparaît le plus anciennement dans la Vie de Mar Sallara (de date incertaine), qui en aurait été l'abbé de 643 à sa mort vers 664. Le Livre de la chasteté mentionne deux autres supérieurs de ce monastère: Abraham de M'arré (qui l'aurait relevé de ses ruines au début du VIIIe siècle) et son successeur Ruzbihan (qui devint métropolite de Nisibe en 726). L'établissement appartenait donc alors à l'Église nestorienne. 
Mar Awgin est présenté comme d'origine égyptienne, natif du village de Klysma ou Qolzoum (près de l'actuelle Suez). Il aurait été pendant vingt-cinq ans pêcheur de perles dans la mer Rouge. Ensuite, il aurait pris l'habit monastique dans le monastère de Tabennèse fondé par saint Pacôme en Thébaïde ; il y aurait exercé la fonction de boulanger. Ayant acquis une aura spirituelle dans la communauté, il serait parti pour la Syrie avec soixante-dix compagnons. Il serait arrivé dans la région de Nisibe sous l'épiscopat de Jacques de Nisibe (avec qui la tradition le lie étroitement), et c'est alors qu'il aurait établi son monastère sur le mont Izla, près de la ville. Certains textes le font aller en Perse sous le règne de Shapur II, persécuteur des chrétiens, et réaliser des miracles devant le roi. Ichodenah cite quatorze de ses disciples qui fondèrent à leur tour des couvents, dont ses deux sœurs Thècle et Stratonice, et son neveu Mar Malka.
La tradition monastique sur le mont Izla, tombée en décadence au début du VIe siècle, fut restaurée par Abraham de Kachkar à partir de 571. C'est ensuite que la « légende » de Mar Awgin, premier fondateur du cénobitisme syriaque, semble s'être développée, et les traditions sur les deux fondateurs se sont superposées et mêlées
L'Église syriaque orthodoxe le fête le 20 avril.